# 中野和雄
中野 和雄（なかの かずお、1946年1月8日 - 2023年7月）は、日本の編集者。佐賀県武雄市出身。早稲田大学卒業。

## 来歴
集英社に入社し『週刊少年ジャンプ』編集部に配属。ギャグ漫画家の発掘に才能を見せ、吉沢やすみ、コンタロウ、小林よしのり、ゆでたまごの担当編集者を務めた。
『週刊少年ジャンプ』副編集長を経て、『フレッシュジャンプ』副編集長、のちに2代目編集長を歴任。だが、新人漫画家の育成を目的として創刊された『フレッシュジャンプ』が徐々に本来の趣旨を超えて独立志向を強めたため、上司の西村繁男により「週刊少年ジャンプの編集方針の支障になっている」と判断され、休刊に追い込まれる。
『フレッシュジャンプ』編集長から解任された中野は、集英社の子会社である集英社インターナショナルに出向し、『コミック格闘王』編集長などに就いていた。
2023年7月中旬に死去したことが、同年9月28日に公表された。77歳没。

## 人物
漫画好きが高じて漫画編集者になったほどで、自らも似顔絵程度の漫画絵が描ける。

## フィクション作品での登場
中野をモデルとしたキャラクターが、担当していた漫画作品にたびたび登場した。
- 『1・2のアッホ!!』に出演した際は、ノロ和（のろかず）なる名前を拝命。

- ゆでたまごの『キン肉マン』におけるアデランスの中野さんは、アニメにもレギュラーで登場したことで知名度が高い。中野の妻は娘に「お父さんがアデランスの中野さんのモデルだなんて誰にも言ってはダメ」と強く念を押し、海外では『キン肉マン』ファンに抱きつかれたりしたという[5]。